# Optina pustynj
Optina pustynj (Optina Vvedenskaja Makarjeva muzjskaja pustynj) är ett i Kaluga oblast beläget ryskt munkkloster.
Opina pustynj grundades på 1300-talet av en omvänd rövare Opta, vilken som munk antog namnet Makariu. Den fördjupade världsfrånvända religiositet, som under 1800-talet utmärkte några av klostrets eremiter, kom att få stort inflytande inte bara bland folket utan även bland de högt bildade; såväl Lev Tolstoj som Fjodor Dostojevskij tog intryck från denna.